# Vincent Boulanger
Vincent Boulanger est un footballeur français né le 14 juin 1974 à Montélimar (Drôme). 
Son poste de prédilection est milieu de terrain (1,77 m pour 67 kg).

## Biographie
Au total, Vincent Boulanger dispute 166 matchs en Ligue 2 pour 18 buts inscrits.

## Carrière
- 1995-1997 :  SA Épinal
- 1998-1999 :  Tours FC
- 1999-2000 :  Besançon RC
- 2000-2001 :  FC Sochaux-Montbéliard
- 2001-2004 :  Clermont Foot
- 2004-2005 :  Stade brestois
- 2005-2006 :  Stade de Reims
- 2006-2007 :  Sporting Toulon Var
- 2007-2009 :  SA Épinal[1]

## Palmarès
- Champion de France de D2 en 2001 avec le FC Sochaux
- Champion de France de National en 2002 avec Clermont

## Reconversion
Sa carrière professionnelle terminée, Vincent Boulanger se décide à passer un Master en Sciences de l'informatique à l'université Paris-Diderot pour se spécialiser dans l'Internet des objets 